# ベリオ (ISP)
ベリオ（Verio）は、かつて存在した米国のインターネットサービスプロバイダ（ISP）、ホスティングサーバ提供事業者。1996年にコロラド州デンバーで設立され、2000年にNTT傘下のNTTコミュニケーションズに買収された。

## 歴史

### 設立
ベリオは当初、米国及びヨーロッパ各国にある、地域的な小規模のISPの買収を繰り返すことで成長した。買収ファンドにはベリオの創業者の他、NTT、個人投資家、機関投資家らが出資し、2億5,000万米ドルを調達した。ベリオのビジネスコンセプトは、小さなISPを、巨大な全国的企業にまとめあげることで、単一のインフラ、ブランド、サービス、サポートを提供し、「規模の経済性」を発揮することだった。こうしたビジネスモデルは多くの業種で見られてきたが、新興のISP業界でこうした試みを実行したはベリオが初めてだった。
2000年までに、ベリオは50の小規模ISPを買収した。多くは米国のISPだったが、ヨーロッパのものも含まれており、小さな案件では数百万ドル程度、大きな案件では1億ドルを超える買収を行った。この間、ベリオはNASDAQに上場し、ティッカーシンボル「VRIO」で取引されていた。

### NTTによる買収
2000年初め、ベリオは一株60ドル、時価総額にして50億ドルでNTT傘下のNTTコミュニケーションズに買収された。NTTは特殊会社であり、NTT法に基づく制約から、外国人にNTT株を交付する株式交換を買収手段として用いることが出来なかったため、一連の合併作業は全て現金取引で行われた。これは米国の経済史において、情報技術企業に対して行われた現金買収として未だに過去最大の記録となっている。
ベリオは買収時点で世界第5位のISPであり、多量の情報を管理していたため、米国連邦議会は国家機密保持のためにNTTに対して公聴会を開いた。また、NTTは当時、日本国財務大臣が53%の株式を保有する企業であった。このため、米国司法省と連邦捜査局は、米国政府がベリオを利用して犯罪捜査に利用すべき機密情報に対して、日本政府がアクセスしてしまう懸念を表明した。
結果的には、米国財務省と米国民間企業で組織する対米外国投資委員会は、ビル・クリントン大統領に買収を認可するよう答申した。また、一連の買収取引は、日本の情報通信市場の対外開放を促す契機ともなった。
買収直後の2000年春、インターネット・バブルが弾け、NASDAQ総合指数ほか情報通信企業の株価は軒並み下落したが、NTT・ベリオの買収合意価格60ドルは維持され、2000年の秋に買収作業は完了した。

### ウェブホスティング業務への特化
ベリオは買収の完了後、NTTコミュニケーションズの米国法人であるNTTアメリカの完全子会社となり、2005年には、ベリオのバックボーン業務の一部はNTTアメリカに移管され、ベリオはウェブホスティング業務に特化する形となった。同時に、ヨーロッパ業務を担当していたベリオ・ヨーロッパは、NTTヨーロッパの子会社となり、NTTヨーロッパ・オンラインとなった。

### NTTアメリカとの合併
NTTコミュニケーションズは2015年、NTTアメリカによるベリオの吸収合併を行うことを発表し、法人格の統合が行われた。

## ベリオが買収したISP
- アクセス・ワン (accessone.com) ワシントン州
- エイムネット (aimnet.com) カリフォルニア州サンタクララ
- ATMネット (atmnet.net) カリフォルニア州サンディエゴ
- ベスト・インターネット・コミュニケーションズ (best.com)
- ブランチ・ネット (branch.net / branch.com) ミシガン州アンアーバー
- CCネット (ccnet.com) カリフォルニア州ウォールナットクリーク
- クラーク・インターネット・サービス (clark.net / clarknet.net) メリーランド州コロンビア
- コミュニケ (cmq.net) ガルフサウス
- コンピューティング・エンジニア (wwa.com / wwa.net) イリノイ州シカゴ
- デジタル・ネーション (dn.net) バージニア州アレクサンドリア
- フロリダ・インターネット (flinet.com) 南部フロリダ州
- グローバル・エタープライズ・サービス (ges.net / ges.com) ニュージャージー州
- ハイウェイ・テクノロジー (hiway.com / hiway.net / hway.com / hway.net / rapidsite.net / rapidsite.com) フロリダ州ボカラトン
- インターネット・インフォメーション・サービス (IIS) メリーランド州ベセスダ
- インターネット・インターステート (intr.net) メリーランド州ベセスタ
- インターネット・ナウ (inetnow.net) ジョージア州アトランタ
- iServer (iserver.net / iserver.com / secure.net) ユタ州オレム
- JVNC (jvnc.net) ニュージャージー州
- ロングアイランド・インターネット (li.net) ニューヨーク州ロングアイランド
- マジックネット (magicnet.net) フロリダ州
- ミッドネット (mid.net) ネブラスカ州リンカーン
- モニュメンタル・ネットワーク・サービス (monumental.net / monumental.com / mns.com / mns.net / mnsinc.com / mnsinc.net) バージニア州シャンティ
- ナショナル・ナレッジ・ネットワーク (nkn.net / nkn.com / nkn.edu) テキサス州ダラス
- ネットワーク・インテンシブ (ni.net / compute.com) カリフォルニア州アーバイン
- ニューヨーク・ネット (new-york.net) ニューヨーク州ニューヨーク
- ノースウェスト・ネットワーク・サービス ワシントン州ベルビュー
- NSネット (ns.net) カリフォルニア州サクラメント
- オンランプ (onramp.net) テキサス州ダラス
- パシフィック・リム (pacificrim.com / pacificrim.net) ワシントン州ベリンハム
- パケットワークス (packet.net) フロリダ州タンパ
- パイオニア・グローバル (pioneerglobal.com / pn.net / wing.net) ニュー・イングランド地方
- プレップネット (prep.net, prepnet.net, prepnet.com) ペンシルベニア州ピッツバーグ
- クォルネット、IAGネット (qual.net / qualnet.net / iagnet.net / cic.net / cyberdrive.net / harborcom.com) オハイオ州クリーブランド
- RAINet (rain.net / rain.com) オレゴン州
- ラストネット (rust.net) ミシガン州
- サービステック (servtech.com) ニューヨーク州ニューヨーク
- セスキネット (sesqui.net) テキサス州ヒューストン
- SigNet (sig.net) テキサス州オースティン
- スマートコネクト (smartconnect.net) バージニア州マクレーン
- スペースラブ (spacelab.net / mxol.com) ニューヨーク州ニューヨーク
- スターネット (starnet.net) ミズーリ州セントルイス
- ストラクチャード (structured.net / sns-access.com) オレゴン州
- サーフ・ネットワークス (surfnetwork.net / p3.net / dynanet.net) ペンシルベニア州フィラデルフィア
- タブ・ネット (tab.net / tabnet.net / criticalpath.net / cp.net) カリフォルニア州ナパバレー
- テラネット (terra.net, terranet.net, terranet.com) ニューイングランド
- ウェスト・コースト・オンライン (wco.com) カリフォルニア州ロナートパーク（英語版）
- ウェブ・コミュニケーションズ (webcom.com) カリフォルニア州サンタクルーズ
- ウィングネット (wingnet.com) マサチューセッツ州ウーバン
- WWW-サービス ドイツ・レーゲンスブルク